# Confine tra Romania e Ucraina

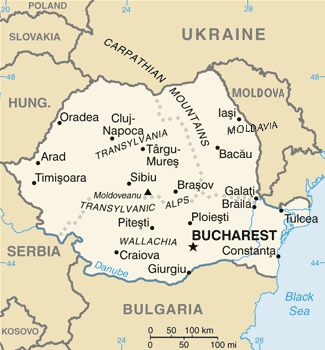
Mappa della Romania con i suoi confini.

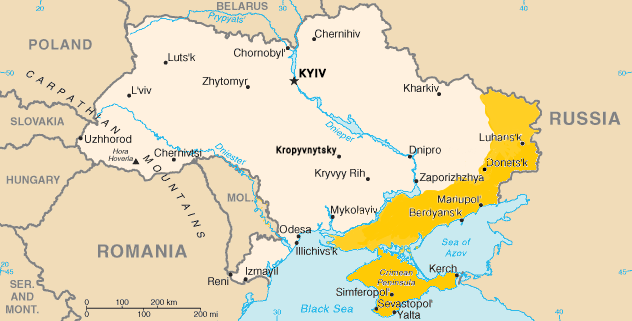
Mappa dell'Ucraina con indicati i paesi confinanti.

Il confine tra la Romania e l'Ucraina descrive la linea di demarcazione tra questi due Stati. Ha una lunghezza di 531 km.

## Caratteristiche
Il confine è suddiviso in due parti. Tra le due parti si inserisce la Moldavia. La prima parte si trova al nord della Romania ed al sud-ovest dell'Ucraina; la seconda parte all'est della Romania ed al sud-ovest dell'Ucraina.
La prima parte di 362 km inizia alla triplice frontiera tra Romania, Ucraina ed Ungheria e termina alla triplice frontiera tra Moldavia, Romania ed Ucraina. La seconda parte di 169 km inizia alla triplice frontiera tra Moldavia, Romania ed Ucraina posta al sud della Moldavia e termina nel mar Nero.

## Valichi di frontiera
Tra i due Stati esistono 20 valichi di frontiera dei quali 7 internazionali (3 stradali e 4 ferroviari) e 13 riservati ai cittadini rumeni e ucraini residenti nei distretti di frontiera (4 stradali, 4 pedonali e 5 fluviali)

### Internazionali
- Halmeu - Diakovo - stradale
- Sighetu Marmației - Solotvyno - stradale
- Siret - Tereblecea - stradale
- Halmeu - Diakovo - ferroviario
- Câmpulung la Tisa - Teresova - ferroviario
- Valea Vișeului (comune di Bistra) - Dilove - ferroviario
- Vicșani (comune di Mușenița) - Vadul Siret - ferroviario

### Riservati ai residenti
- Tarna Mare - Heja - stradale
- Sighetu Marmației - Biserica Albă (Bila Țerkva) - pedonale
- Izvoarele Sucevei - Șipotele Sucevei - pedonale
- Ulma - Rus'ka - stradale
- Vicovu de Sus - Crasna (Krasnoilsk) - stradale
- Climăuți (comune di Mușenița) - Fântâna Albă - pedonale
- Vășcăuți (comune di Mușenița) - Volcinețul Nou - pedonale
- Racovăț (comune di Pomârla) - Probotești (Diakivți) - stradale
- Galați - Reni - fluviale
- Isaccea - Cartal (Orlîvka) - fluviale
- Plauru (comune di Ceatalchioi) - Ismail - fluviale
- Chilia Veche - Chilia Nouă - fluviale
- Periprava (comune di C.A.Rosetti) - Vâlcov (Vîlkove) - fluviale